# 东艾施泰特
东艾施泰特是德国下萨克森州的一个市镇。总面积28.50平方公里，总人口941人，其中男性500人，女性441人（2011年12月31日），人口密度33人/平方公里。